# Грецький легіон
Грецький легіон — волонтерське та єгерське з'єднання на службі Республіки Семи Сполучених Островів. Його склад набраний із суліотів на чолі з генерал-майором Емануїлем Григоровичем Папандопуло. Діяв у 1805-1807, взявши участь у війні третьої коаліції та російсько-турецькій війні (1806-1812).
Назва умовна, оскільки офіційно Греції на той час не існувала, а належить до історичної території, з якої набиралися волонтери. Спочатку на чолі легіону стояв Олександр Христофорович Бенкендорф.
Приблизно 3000 суліотів після боїв з турко-албанцями Алі-паші Тепеленського були змушені перебратися на Іонічні острови, в основному на Корфу і Паксі, де їм були надані сільськогосподарські угіддя. За словами місцевого історика Панайотиса Хіотиса, войовничі суліоти щосили намагалися пристосуватися до свого нового середовища, але крали худобу і дрова у місцевих жителів і оплакували втрату Сулі. За словами місцевих жителів, їх єдиною турботою було чищення зброї, гра на гітарі та оспівування подвигів албанською мовою.
Росія, діючи прагматично, 27 червня 1804 вступила в союз також з хімаріотськими і чамськими беями, намагаючись інтегрувати і їх.
У 1805 генерал Роман Карлович Анреп залучив окрім греків хімаріотів та албанців чамів ще й арматолів та клефтів з Акарнанії та Мореї. Усі добровольці в легіоні носили фустанелли, присягаючи на вірність російському імператору. На всіх прапорах легіону зображено герб Росії з написом "З нами Бог". Серед добровольців легіону значаться імена відомих майбутніх бійців Визвольної війни Греції.
Восени 1805 грецький легіон взяв участь у спільному російсько-британському вторгненні в Неаполь, але через поразку в аустерлицькій битві ініціатива провалилася.
У 1806 легіон брав участь в операціях у Далмації (Французьке вторгнення в Далмацію), де 19 вересня 1806 після семигодинного бою легіон захопив Херцег-Нові.
Під час невдалої облоги Рагузи грецькими легіон зіткнувся з іншим грецьким добровільним загоном французької служби (Chasseurs d'Orient) під командуванням Ніколаоса Папазоглу.
Остання бойова участь легіону була у взятті острова Тенедос, після чого відбулося повстання ямаків.
25 червня 1807 укладено Тильзитский мир, яким Росія зобов'язалася поступитися Франції Іонічні острова. Сенявін був змушений укласти формальне перемир'я з турками та піти з Архіпелагу, надавши британцям продовжувати війну. Після мирного договору грецький легіон було перетворено на албанський полк разом з іншими співвітчизниками, які раніше знаходилися на французькій службі.